# Allophryne ruthveni
Allophryne ruthveni (Gaige, 1926) è un anfibio anuro appartenente alla famiglia degli Allophrynidae.

## Descrizione
È una piccola rana di colorazione variabile, nera, con strisce e macchie che possono essere dorate o giallo opaco e superficie ventrale gialla o dorata, con strisce nere e macchie nere. Ha un corpo piatto e una piccola testa piatta. I cuscinetti sono ingranditi, più larghi delle dita.

## Distribuzione e habitat
Queste rane vivono in Guyana, Venezuela, Suriname, Brasile e Bolivia.